# Тільця Негрі

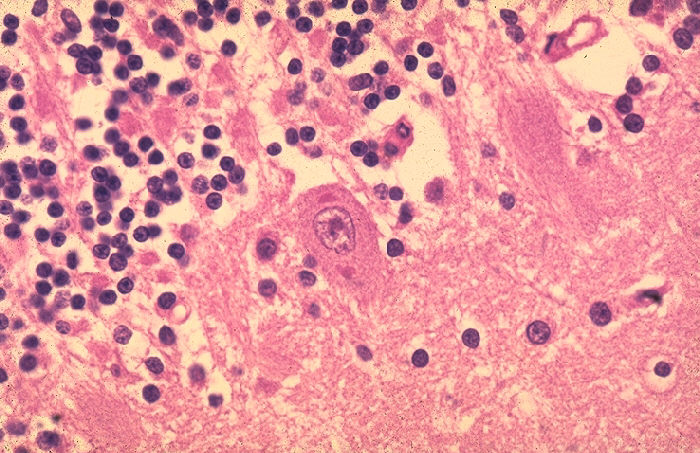
Численні тільця Негрі у зрізі мозку пацієнта, який помер від сказу.

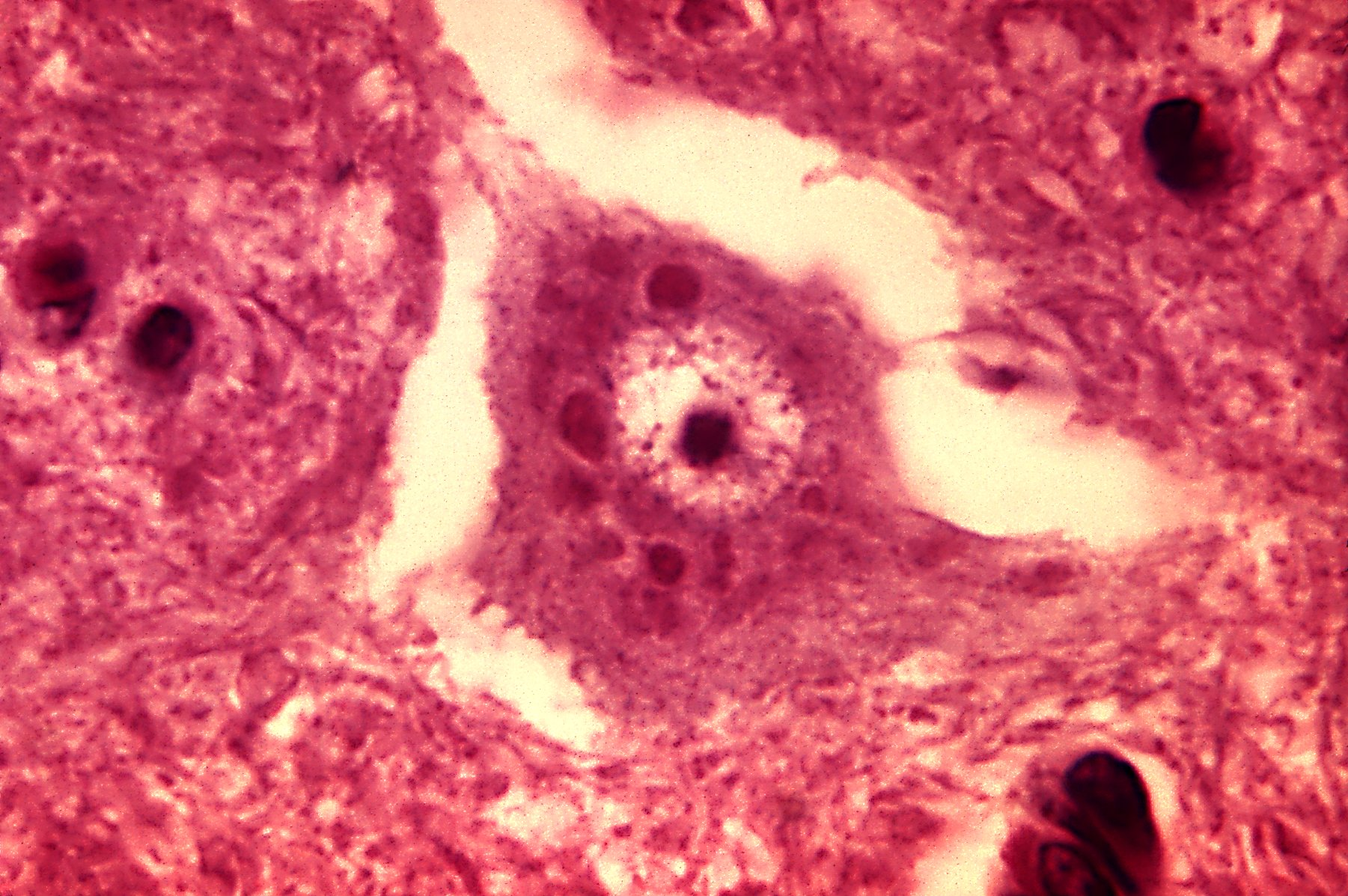
Вигляд тілець Негрі при великому збільшенні.

Тільця Негрі (італ. Corpi di Negri, англ. Negri's bodies) — патогномонічні еозинофільні включення діаметром 2-10 мкм у цитоплазмі пірамідальних клітин амонового рогу гіпокампу та волокнах Пуркіньє мозочку загиблих від сказу тварин і людей. Вони складаються з рибонуклеїнових білків, які виробляють віруси сказу. Названі на честь італійського патолога Аделькі Негрі, що їх вперше виявив протягом 1902—1903 років. Часто у російськомовній літературі помилково називаються тільцями Бабеша-Негрі.